# Heteroconger mercyae
Heteroconger mercyae és una espècie de peix pertanyent a la família dels còngrids.

## Descripció
- Pot arribar a fer 67,8 cm de llargària màxima.
- Nombre de vèrtebres: 204-213.[4]

## Hàbitat
És un peix marí, associat als esculls i de clima tropical que viu entre 5-6 m de fondària.

## Distribució geogràfica
Es troba al Pacífic occidental: Papua Occidental (Indonèsia).

## Observacions
És inofensiu per als humans.